# Władysław Kosiński (lekarz)

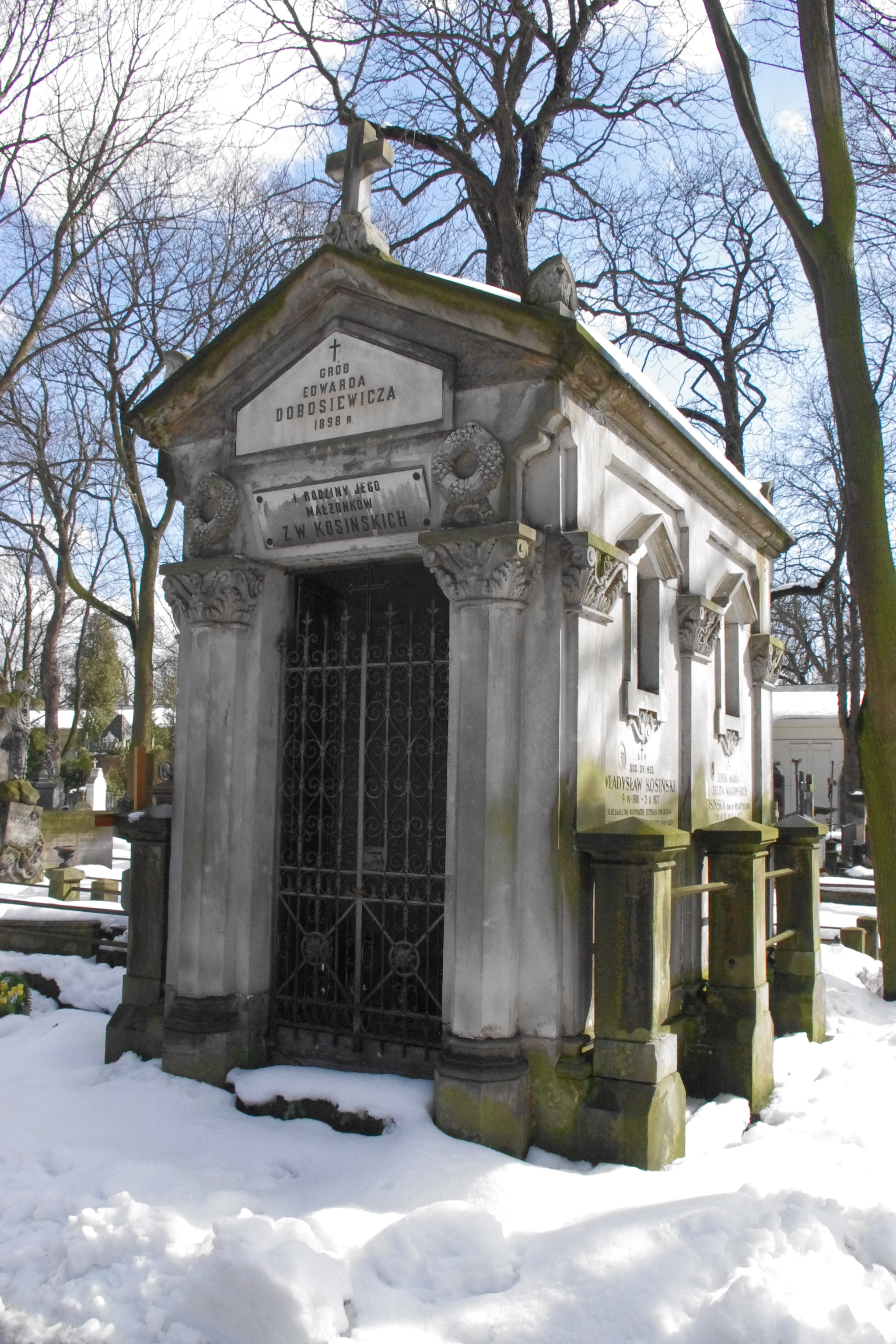
Grób Władysława Kosińskiego

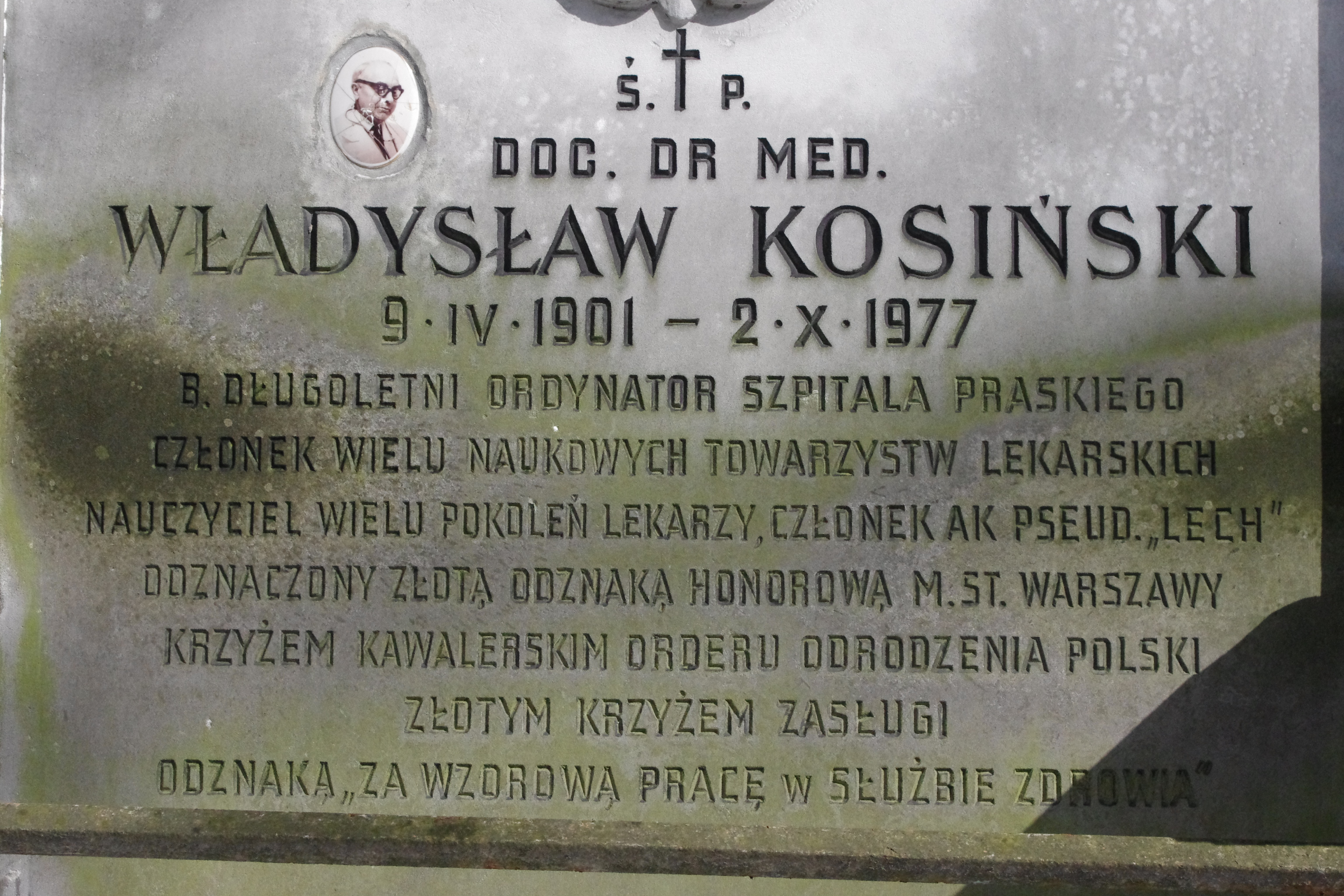
Grób Władysława Kosińskiego

Władysław Kosiński (ur. 9 kwietnia 1901, zm. 2 października 1977) – polski lekarz, docent dr medycyny, wieloletni ordynator Szpitala Praskiego w Warszawie, w czasie II wojny światowej, żołnierz Armii Krajowej (AK) pseudonim "Lech".
Zasłużony wychowawca wielu pokoleń polskich lekarzy. Autor licznych publikacji. Pochowany w grobowcu rodzinnym na warszawskim cmentarzu Powązkowskim (kwatera 18-6-1). 

## Odznaczenia
- Krzyż Kawalerski Orderu Odrodzenia Polski
- Złoty Krzyż Zasługi
- Złota Odznaka honorowa „Za Zasługi dla Warszawy”
- Odznaka „Za wzorową pracę w służbie zdrowia”

## Wybrana bibliografia autorska[2]
- Epikryza przypadku z zaburzeniami wielogruczołowymi, głównie przysadki (moczówka prosta) i z jednoczesnym zapaleniem kłębków nerkowych (Lekarski Instytut Nauk.-Wydawn., Warszawa, 1949)
- Gościec w świetle współczesnych poglądów (Lekarski Instytut Nauk.-Wydawn., Warszawa, 1949)
- Istota moczówki prostej : zespół zaburzeń wielogruczołowych głównie przysadki (moczówka prosta) u chorego z przewlekłym zapaleniem kłębków nerkowych (Lekarski Instytut Nauk.-Wydawn., Warszawa, 1948)
- Krytyczny rzut oka na nasze leczenie (Lekarski Instytut Nauk.-Wydawn., Warszawa, 1947)
- Nowsze metody leczenia dychawicy oskrzelowej (Państwowy Zakład Wydawnictw Lekarskich, Warszawa, 1950)
- Stosowanie jontoforezy w chorobach wewnętrznych (Lekarski Instytut Nauk.-Wydawn., Warszawa, 1946)
- Znaczenie sezonowości w etiologii i przebiegu chorób (Lekarski Instytut Nauk.-Wydawn., Warszawa, 1946)